# Јермени
Јермени (јерм. հայեր — Хајер) су индоевропски народ који претежно живи на подручју Јерменске висоравни у региону Кавказа. Њихова матична држава, Јерменија, постојала је на Кавказу још у првом миленијуму пре нове ере и представља једну од најстаријих светских цивилизација. Јерменија је била прва земља на свету која је прогласила хришћанство званичном религијом око 301. године. Јермени су по вероисповести хришћани (монофизити), а говоре јерменским језиком, који се сматра посебним огранком индоевропске породице језика.
У јерменском језику у употреби су два дијалекта: источнојерменски, који се говори у Јерменији, Ирану и на територији бившег Совјетског Савеза, и западнојерменски, који је присутан код јерменске дијаспоре. Јерменски алфабет је састављен 406. године од стране просветитеља Месропа Маштоца.
Поред своје матичне државе Јерменије, у којој чине 98% становништва, Јермени чине већину од 95% у фактички независној непризнатој држави Нагорно-Карабах, која се отцепила од Азербејџана, а такође чине већину становништва и у деловима Грузије и Абхазије.

## Етимологија
Јермени себе називају Хај (јерм. Հայ — у једнини) или Хајер (јерм. հայեր), а своју државу означавају као Хајастан (јерм. Հայաստան).
Постоје две теорије о пореклу етнонима Хај (множина: Хајер). Према првој теорији Хај је изведеница од имена праоца свих Јермена — Хајка, који је основао прву јерменску државу и ујединио јерменска племена. Према другој теорији (која је мање вероватна) име и народа и државе је изведено од древне државе Хајаса која се спомиње у хетитским списима.
Топоним Јерменија, односно Армина, први пут се јавља у Бехистунским натписима персијског цара Дарија I око 522. п. н. е. Хекатеј Милетски је писао о Јерменији као о Αρμενια. Ксенофонт је био први који је детаљније описивао јерменска села и народ. Он је писао како је језик којим говори тај народ веома сличан персијском.

## Етногенеза
Према већини теорија, преци данашњих Јермена били су Фригијци који су мигрирали из Мале Азије у периоду између XIII и IX века пре нове ере и населили се на подручју Јерменске висоравни, тачније у регији названој Мелитена (данас Источна Анадолија, Турска). Пре доласка Јермена на том подручју су постојале државе народа Урарту, Хурити и Лувијци који су имали велики утицај на етногенезу савременог јерменског народа. Јермени су на том подручју иако у мањини успели да очувају свој језик, али се утицај поменутих народа одразио на културу и традицију. Претпоставља се да је процес стапања староседелаца са јерменским досељеницима окончан у периоду између IV—II века пре нове ере формирањем савремене јерменске нације.
Међу јерменским националистима је раширен став да су данашњи Јермени староседеоци на подручју Јерменске висоравни и да су одувек живели у области под именом Хајаса, односно да су данашњи Јермени директни потомци Хурита који су управљали том области. У древним хетитским списима та држава се у периоду између XVII—XVI пре нове ере звала Арматана, а касније (XIV—XIII века пре нове ере) Хајаса. Међутим већина научника сматра да је та теорија научно неутемељена и дневно политички оријентисана.

## Историја
Процес формирања савремене јерменске нације окончан је у периоду између 4. и 2. века пре нове ере. Већ у 1. веку пре нове ере јерменски језик је према Страбоновим описима постао доминантан у већем делу Јерменске висоравни. Под вођством краља Тиграна Великог у периоду између 80. и 70. п. н. е. Краљевина Јерменија је била најмоћнија држава у целој југозападној Азији.
Након пада јерменске државе под власт Византије почетком 6. века, Јермени као хришћани су често заузимали водеће позиције на Византијском двору. Тако је војсковођа Нарзес предводио војску Јустинијана I у борбама против Гота. Многи Византијски владари су такође били јерменског порекла, попут царева Ираклија I, Нићифор II Фока, Јован I Цимискије, Василије II Бугароубица и Алексије I Комнин, а цар Василије I Македонац је чак јерменски језик прогласио за један од службених језика у Империји.
У периоду од XI—XIII века на Јерменску висораван се досељавају турска племена која су потиснула Јермене са њихових историјских територија на западу. Они који су остали постали су мањина, и на тај начин је почела да се формира јерменска дијаспора.
У 19. веку Источна Јерменија је ушла у састав Царске Русије, а касније и у границе СССР.
Најтрагичнији период у јерменској историји је време Првог светског рата од 1915. до 1918. када су турске власти на подручју Мале Азије и целог Кавказа вршили масовна одмазде против јерменског становништва. Многи историчари тај догађај означавају као Геноцид над Јерменима.

## Географска распрострањеност Јермена

### Јермени у Србији
Јермени се у Србији појављују у 13. веку, односно од 1218. године и посете Светог Саве Јерменији. Видевши јерменске цркве Св. Сава је одлучио да са собом доведе и јерменске неимаре који су у Србији изградили манастир Витовницу посвећен Успењу Пресвете Богородице, на десној обали реке Витовнице, североисточно од Петровца на Млави. У том манастиру се чува натпис на црквенословенском и јерменском језику уклесан на плочи од бледожутог мермера (димензија 140 х 47 cm).
Према српском предању, Јермени су у Србију дошли и као војници султана Мурата I, али су је одмах напустили схвативши да су обманути (обећано им је да се неће борити против хришћана). Ови Јермени су прешли на страну српског Кнеза Лазара, у чијој служби су се потом борили против Османлија учествујући и у Боју на Косову. Након Косовске битке они су се населили код Соко Бање где су изградили манастир Светих Архангела, у народу познат као "Јерменчић".
На данашњем Зеленом Венцу у Београду постојало је јерменско гробље о чему сведоче и три надгробне плоче на јерменском језику из 17. века (данас се налазе на Калемегданској тврђави). У Новом Саду је 1762. саграђена јерменска црква коју су 1963. порушиле тадашње комунистичке власти под изговором проширења булевара.
Највећи талас досељавања Јермена у Србију догодио се почетком 20. века након погрома и Геноцида који је над тим народом извршен у тадашњој Турској (између 1915. и 1920). Већ 1935. основано је Удружење Јермена Краљевине Југославије, са седиштем у Далматинској улици број 78 у Београду. Комунистичке власти су након ослобођена конфисковале њихову имовину и срушиле зграду јерменског дома и школе.
Рад Јерменске заједнице Србије обновљен је 26. децембра 1995. године. Према подацима удружења, данас на територији Србије живи око 1.200 српско-јерменских породица са око 15.000 чланова.
Кроз векове у Србији су живели познати Јермени који су својим доприносом обогатили српску науку, културу, музику, уметност, а међу њима су били велики добротвор Сава Ђорђевић (Саак Геворкјан), академик Јаков Хлитчијев, чувени војни лекар Врамшапух Атаљанц (прадеда чувене балерине Ашхен Атаљанц), лекар Амајак Мурадијан, доктор економије Тиран Сукијасовић (Сукиасјан), врло познати у музичкој јавности композитори Петар Оскјан и Варткес Баронијан, некадашњи директор Београдске опсерваторије Вахе Оскањан, познати сликар Миодраг Вартабедијан-Варта, сестре Сукијасовић (Ружица, Маргита и Крунислава) које су учествовале у партизанским покретима у Другом светском рату, а такође врло познати и веома цењени Јермени Согомон Техлирјан, Аршалујс Аствацатрјан, Вахан Минахорјан, Вахан Тотомјанц, Слободан Глигоријевић. Музику песме "Востани Сербије" написао је српски Јермен Варткес Баронијан.
Јерменско-српске културне везе од 1975. учвршћује србиста и књижевник Бабкен Симоњан који је од 2002. године и члан Матице српске. На његову иницијативу је 2003. године на лингвистичком универзитету "Брјусов" у Јеревану отворен течај српског језика. Професор Симоњан је у периоду 2005. до 2006. предавао српски језик и књижевност на Руском филолошком факултету Јереванског државног универзитета. Између осталих дела, превео је на јерменски језик и Горски вијенац Петра Петровића Његоша.